# Phapitreron maculipectus
Phapitreron maculipectus ("gråbröstad brunduva", officiellt svenskt trivialnamn saknas är en fågel i familjen duvor inom ordningen duvfåglar.

## Utbredning och systematik
Fågeln förekommer på ön Negros i östcentrala Filippinerna. Den betraktas i allmänhet som underart till större brunduva (Phapitreron amthystinus), men har getts artstatus av Birdlife International och IUCN.

## Status
IUCN kategoriserar den som nära hotad.